# 功勳國家合唱團
功勳國家合唱團（：／）是隸屬於朝鮮人民軍的大型合唱團體，也是北韓知名的音樂團體之一，是世界上最大的合唱团，团员达120人。北韓前領導人金正日曾於2009年觀看功勳國家合唱團的演出。
其前身是朝鮮人民軍協奏團的一個部門“朝鮮人民軍合唱團”。1947年，對金日成將軍之歌的首次公演標誌著合唱團的成立。1992年，改稱“朝鮮人民軍功勳合唱團”。1998年9月從朝鮮人民軍協奏團分離出來獨立運作。2004年4月改稱“朝鮮人民軍功勳國家合唱團”。2007年7月改為現稱。

## 演唱曲目
- 金正日將軍之歌
- 沒有您就沒有祖國
- 朝鲜的力量
- 脚步声
- 除了他我们谁也不认